# جيني ليندن
جيني ليندن (بالإنجليزية: Jennie Linden)‏ هي ممثلة بريطانية، ولدت في 8 ديسمبر 1939م في المملكة المتحدة.

## أعمال

### أفلام
- (1969) نساء عاشقات

## وصلات خارجية
- جيني ليندن على موقع IMDb (الإنجليزية)
- جيني ليندن على موقع ألو سيني (الفرنسية)
- جيني ليندن على موقع أول موفي (الإنجليزية)
- جيني ليندن على موقع قاعدة بيانات الأفلام السويدية (السويدية)
- جيني ليندن على موقع قاعدة بيانات الفيلم (الإنجليزية)
- جيني ليندن على موقع كينوبويسك (الروسية)